# Martí Tarrés i Puigpelat
Martí Tarrés i Puigpelat, conegut com a fra Frederic de Berga (Berga, Berguedà, 8 d'octubre de 1877 – Barcelona, 16 o 17 de febrer de 1937) fou un frare predicador caputxí. És venerat com a beat per l'Església Catòlica.
Es va fer caputxí el 21 de novembre de 1886 al noviciat d'Arenys de Mar. Tingué diversos càrrecs dins l'orde, però sobretot es recorda per ser un dels predicadors més preuats del seu temps. Fou superior provincial i guardià dels convents d'Igualada i d'Arenys de Mar, com també visitador de l'Amèrica Central. Destacà com a guia de la província de Catalunya durant la represa cultural. Fou detingut a Barcelona el 16 de febrer de 1937, no va tenir dubtes en confessar que era sacerdot i el mataren la mateixa nit. Al centre urbà de Berga hi ha un carrer que porta el seu nom.
El papa Francesc n'aprovà la beatificació el 5 de juny de 2015: la cerimònia té lloc el 21 de novembre del mateix any a les 11,30 h, a la Catedral de Barcelona en una cerimònia presidida pel cardenal Angelo Amato. Amb ell, hi foren beatificats 25 frares caputxins més, també màrtirs entre juliol de 1936 i febrer de 1937, en plena Guerra Civil espanyola.